# Guintacan
Guintacan là một đảo nhỏ ở tỉnh Cebu, Philippines. Nó nằm cách khoảng 25 kilômét (16 dặm) ngoài khơi bờ biển phía tây Cebu, 12 kilômét (7 mi) về phía đông bắc đảo Bantayan và cách 10 kilômét (6 mi) từ đảo Hilantagaan. Hòn đảo này là một phần của đô thị Santa Fe.
Hòn đảo có hình elip thuôn dài, chiều dài từ bắc đến nam khoảng 6,8 kilômét (4,2 mi), chiều rộng từ đông sang tây là 2,5 kilômét (1,6 mi). Nơi đây có rất nhiều rạn san hô và thảm cỏ biển. Đảo có địa hình đồi núi và dọc theo bờ biển phía đông là một đầm phá lớn. Bờ biển trên đảo là những vách núi cao bị gián đoạn bởi những bãi biển phẳng.